# Prins-gemaal
Prins-gemaal, keizerin-gemalin en koningin-gemalin zijn titels die worden gegeven aan de echtgenoten van de regerende koningen en koninginnen. 

## Prins-gemaal

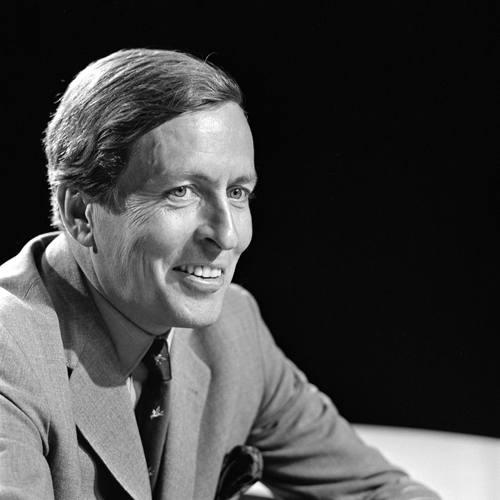
Claus van Amsberg, prins-gemaal van koningin Beatrix

De titel prins-gemaal is in het leven geroepen omdat het Nederlandse, Deense of Britse staatshoofd, ook wanneer het een vrouw is, formeel altijd koning heet. Het zou verwarrend zijn wanneer haar echtgenoot de titel koning kreeg. Omgekeerd kan de echtgenote van de koning wel koningin worden genoemd omdat het gebruikelijk is dat een man met dezelfde titel hoger wordt geplaatst. Om deze reden werden Hendrik van Mecklenburg-Schwerin, Bernhard van Lippe-Biesterfeld en Claus van Amsberg prins(-gemaal) genoemd.
In het Verenigd Koninkrijk werd de titel Prince Consort in 1857 door koningin Victoria officieel verleend aan haar man prins Albert. De laatste prins-gemaal van het Verenigd Koninkrijk was prins Philip, hertog van Edinburgh. Hij overleed in 2021.

## Keizerin-gemalin en koningin-gemalin
De titels keizerin-gemalin en koningin-gemalin zijn minder gebruikelijk. Ze zijn vooral bedoeld om duidelijk te maken dat het gaat om een niet-regerende keizerin of koningin. Voor Nederland kunnen Wilhelmina van Pruisen, Anna Paulowna van Rusland, Sophie van Württemberg, Emma van Waldeck-Pyrmont (voor ze regentes werd) en Máxima Zorreguieta met de titel koningin-gemalin aangeduid worden.
In het Verenigd Koninkrijk is Camilla Parker Bowles sinds 8 september 2022 de koningin-gemalin van koning Charles III. Andere voorbeelden van koningin-gemalinnen zijn Silvia Sommerlath van Zweden, Sonja Haraldsen van Noorwegen, Mary Donaldson van Denemarken, Mathilde d'Udekem d'Acoz van België en Letizia Ortiz Rocasolano van Spanje.
Voorbeelden van keizerin-gemalinnen zijn onder andere Isabella van Portugal, Eugénie de Montijo, Charlotte van België en Alix van Hessen-Darmstadt (Alexandra Fjodorovna).
Als echtgenotes van de monarch van de dubbelmonarchie Oostenrijk-Hongarije waren Elisabeth in Beieren en Zita van Bourbon-Parma zowel keizerin-gemalin (van Oostenrijk) als koningin-gemalin (van Hongarije). 
De enige keizerin-gemalin ter wereld anno 2024 is de echtgenote van de Japanse keizer Naruhito, Masako Owada. 